# Peromyscus mekisturus
Peromyscus mekisturus is een zoogdier uit de familie van de Cricetidae. De wetenschappelijke naam van de soort werd voor het eerst geldig gepubliceerd door Clinton Hart Merriam in 1898. De soort werd in 1894 ontdekt in Cuicatlan in de Mexicaanse staat Oaxaca.